# Магнус Карлсен
Свен Магнус Йоен Карлсен (на норвежки: Sven Magnus Øen Carlsen) е популярен норвежки гросмайстор, петкратен световен шампион по шахмат (2013 – 2023 г.), осемкратен световен шампион по блиц шах (до 2024 г.). Считан е за един от най-силните шахматисти за всички времена.
След серия от успехи, на турнира в Лондон през декември 2012 г. прибавя 13 точки към рейтинга си и достига най-високия шахматен коефициент ЕЛО в историята дотогава – 2861. С това подобрява с 10 точки рекорда на Гари Каспаров от юли 1999 г. През януари 2013 г. след победата на турнира във Вайк ан Зее, Холандия подобрява собствения си рекорд като достига ЕЛО 2872,3 т. През януари 2014 г. след нови 5 успешни партии прибавя нови 9 точки и повторно подобрява рекорда си на 2881 т. През май 2014 г. само с 1 партия Магнус Карлсен прибавя още 1 точка и с личен коефициент 2882 т. постига абсолютен световен рекорд по ЕЛО за всички времена и убедително оглавява световната ранг-листа на ФИДЕ. През август 2019 г. повтаря рекорда си. През декември 2017 г. достига рекордния рейтинг 2987 на блиц шах.
Носител е на най-високата награда в шаха – „Шахматен Оскар“ за 2009, 2010, 2011, 2012 и 2013 година.
Изиграл е 5149 записани партии, от които 1952 в официални срещи. От тях има 799 победи, 870 наравно и 283 загуби, резултатност 63,2 % (към 10 януари 2025 г.).

## Биография
Роден е на 30 ноември 1990 г. в Тьонсберг, Норвегия в семейството на Сигрун Йоен (1963 – 2024), инженер-химик в нефтена компания, и Хенрик Алберт Карлсен, консултант по информационни технологии. Има три сестри – една по-голяма и две по-малки.
Първите шахматни уроци получава когато е на 5-годишна възраст от баща си Хенрик Карлсен, запален любител шахматист с личен коефициент ЕЛО около 2100 точки. Първоначално Магнус не проявява особен интерес към това; той казва, че първата му мотивация да учи сериозно шах е била желанието да успее да победи по-голямата си сестра. Започва да играе активно шахмат на 8-годишна възраст и през 2003 г. покрива нормата за международен майстор. През април 2004 г. на 13 години 4 месеца и 27 дни става вторият най-млад гросмайстор в историята на шахмата (след Сергей Карякин – 12 г. и 7 месеца). Достига 10-о място на турнира за Световната купа на ФИДЕ, проведен през 2005 г.
Сега живее в Хаслум, близо до Осло. Увлича се от футбол, ски, тенис и баскетбол, обича комикси.

## Световен шампион
За световно първенство по шахмат през 2013 г. се провежда турнир на претендентите в Лондон от 16 март до 1 април. В него взимат участие 8 шахматисти, които играят по два пъти един срещу друг с разменени фигури. При равенство на точките в класирането се отчита общия брой на победите в турнира. Така първи става Магнус Карлсен с 8,5 точки и 5 победи, следван от Владимир Крамник (8,5 т., 4 победи), Левон Аронян (8 т.), Пьотр Свидлер (8), Борис Гелфанд (6,5), Александър Гришчук (6,5), Василий Иванчук (6) и Теймур Раджабов (4). 
Като победител сред претендентите Карлсен и се изправя в мач за титлата от 12 партии срещу шампиона, индийския гросмайстор Вишванатан Ананд в родния му град Ченай, Индия от 9-и до 22 ноември. Първите четири игри завършват реми, но Карлсен взема следващите две. Седмата и осмата игра са реми, деветата – победа за Карлсен, а десетата – отново реми. По този начин, без да изгуби нито една партия, Карлсен печели мача с 6,5:3,5 (+3, =7, -0) и на 22 години и 357 дни става двадесетият световен шампион по шахмат. Той е вторият най-млад шампион в историята на шаха след Гари Каспаров (22 години и 210 дни). 
От 7 до 24 ноември 2014 г. в Сочи, Русия се провежда финалът на световното първенство по шахмат за 2014 г. отново между Карлсен и Ананд. След 11 от 12 планирани партии Магнус Карлсен защитава титлата си с 6½ точки срещу 4½ за Вишванатан Ананд.
През 2016 г. защитава титлата си в мач срещу Сергей Карякин.
През 2018 година Карлсен защитава титлата си срещу Фабиано Каруана. Мачът между двамата завършва с 12 последователни ремита, след което Карлсен побеждава с 3 – 0 партии ускорен шах.
Следващият мач за световната титла между действащия шампион Магнус Карлсен и претендента Ян Непомнящий се провежда от 24 ноември до 10 декември 2021 г. в Дубай. Карлсен предсрочно постига ранна победа с резултат 7,5:3,5 и за пети път става световен шампион.  Наскоро след шампионата, през декември 2021 г. Карлсен заявява, че му липсва мотивация да защитава отново титлата си, освен ако претендент е Алиреза Фирузджа. Фируджа се издига до номер 2 в световната ранглиста през 2021 г. на 18-годишна възраст. 
През април 2022 г. Карлсен отново публично заявява, че е малко вероятно да играе на следващото световно първенство, този път без да споменава потенциален противник.  Той преговаря с ФИДЕ относно мача за световното първенство през 2023 г. и неговия формат.  В началото на юли завършва състезанието на претендентите и победител е отново Ян Непомнящий. На 20 юли 2022 г. Карлсен обявява, че няма да защитава титлата си срещу същия претендент.  След като Карлсен официално потвърждава писмено решението си, ФИДЕ определя мач за шампионската титла между първия и втория в Турнира на кандидатите Ян Непомнящий и Дин Лижън през 2023 г., като Карлсен губи титлата, когато мачът приключва на 30.4.2023 г. 
В края на декември 2024 г. на световното първенство по бърз шах в първите 8 кръга Карлсен постига 4 точки, а след това е глобен 200 $ затова, че се е явил на 9-ия кръг с дънки. След като отказва да ги смени с панталон, не е допуснат до игра и е дисквалифициран.
На 31 декември 2024 г. Магнус Карлсен за 8-и път става световен шампион по блиц шахмат като по свое предложение разделя титлата с Ян Непомнящий след напрегнат изморителен мач и равенство в редовните партии и тайбрека.